# Clugnat
Clugnat é uma comuna francesa na região administrativa da Nova Aquitânia, no departamento de Creuse. Estende-se por uma área de 42,42 km². Em 2010 a comuna tinha 651 habitantes (densidade: 15,3 hab./km²).